# Vál
Vál es un pueblo húngaro perteneciente al distrito de Martonvásár, condado de Fejér.

## Superficie
Cuenta con una superficie de 40,48 km².

## Demografía
Hasta 2024 la población era de 2605 habitantes, con una densidad de población de 64,35 hab/km².
| Gráfica de evolución demográfica de Vál entre 2020 y 2024 |
|                                                           |
| Datos según la Oficina Central de Estadística de Hungría. |